# Johann Franz von Gronsfeld

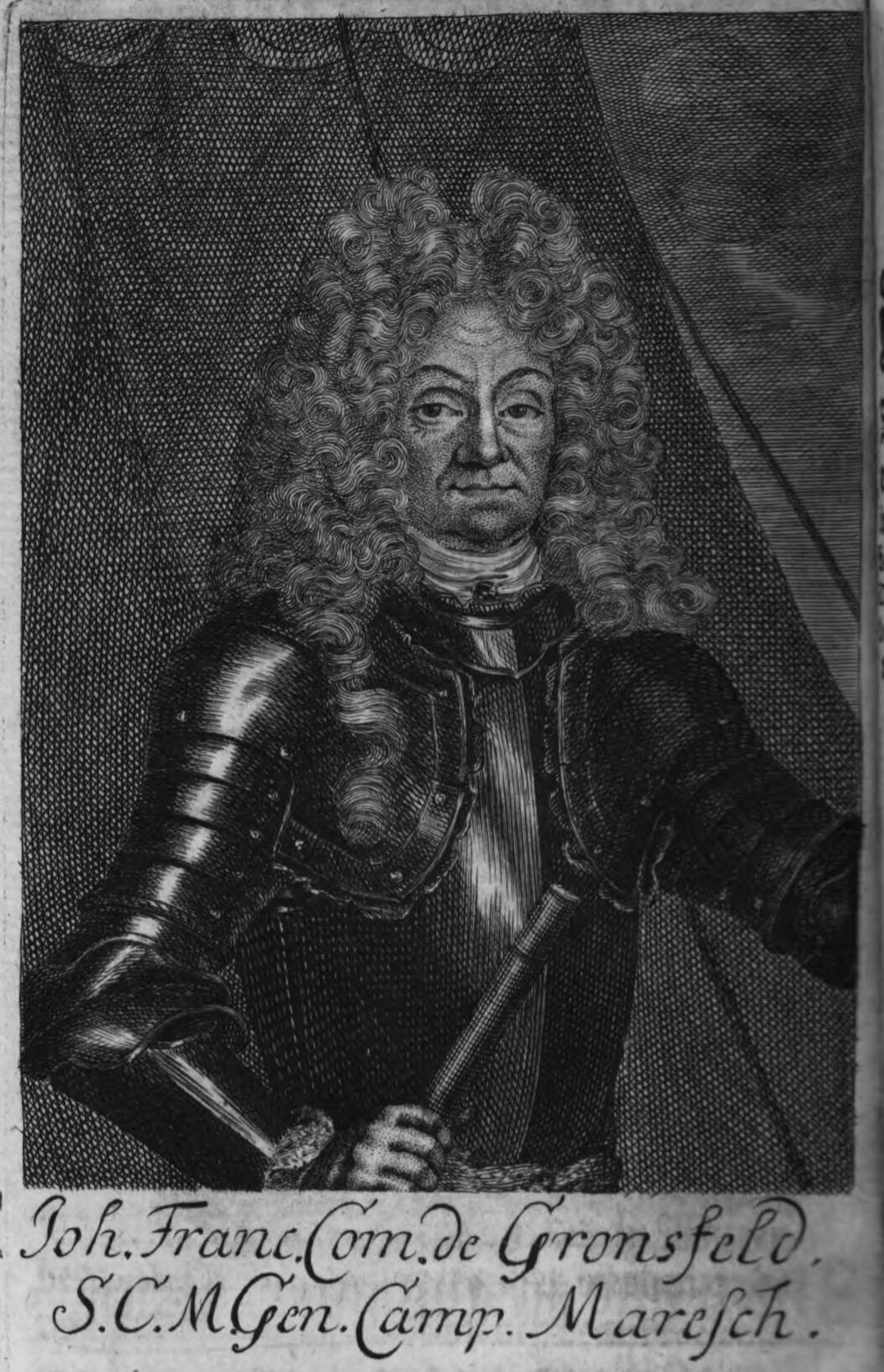
Johann Franz von Gronsfeld, 1711

Johann Franz Graf von Gronsfeld-Bronckhorst (* 1640; † 8. April 1719) war kaiserlicher Hofkriegsratspräsident und Feldmarschall im bayerischen Volksaufstand 1705.

## Leben

### Herkunft
Er war der Sohn von Jost Maximilian von Bronckhorst-Gronsfeld (1598–1662) und Anna Christina von Hardenrath (1615–1692).

### Werdegang
Bereits 1665 oder früher schlug Gronsfeld auf einer Reise von Mainz nach Frankfurt dem Schriftsteller und Jesuitenpater Caspar Schott (1608–1666) angeblich die heute nach ihm benannte polyalphabetisch Verschlüsselungsmethode vor.
Gronsfeld war 1689 schwäbischer Generalwachtmeister. Am 5. Juni 1688 avancierte er zum Generalfeldwachtmeister und am 10. Juli 1692 zum Feldmarschallleutnant. Seine Beförderung zum General der Kavallerie erfolgte am 15. September 1692 und schließlich die zum Feldmarschall am 1. August 1704.
Am 15. Mai 1705 rückte Feldmarschall Gronsfeld mit 8.000 Mann und Belagerungsgeschütz vor die Stadt München und forderte sie unter Androhung der Beschießung zur sofortigen Übergabe auf. Die Bürgerschaft war „mit großer Furia“ bereit, sich zu verteidigen, und traf schon erste Anstalten dafür, doch waren die bewaffneten Kräfte in der Stadt schon an Zahl den Angreifern unterlegen. Graf von Gronsfeld verhandelte zweimal mit der Regierung und dem Rat der Stadt München. Erst nachdem Gronsfeld schriftlich versichert hatte, dass den Söhnen von Kurfürst Maximilian II. Emanuel nichts Nachteiliges widerfahren und den Bürgern ihre Privilegien erhalten bleiben würden, und nachdem versprochen worden war, dass die Quartierlasten gleichmäßig von Bürgern, Hofbediensteten, Adel und Geistlichkeit getragen würden, beruhigten sich die Bürger und willigten in die Übergabe ein. Am 16. Mai 1705 wurde die Stadt an die kaiserlichen Truppen übergeben. Feldmarschall Gronsfeld marschierte mit 2.816 Soldaten in München ein. Divergenzen zwischen der Kaiserlichen Administration in Bayern und dem Militärkommando führten dazu, dass nach einem Beschwerdeschreiben an Kaiser Joseph I. vom 6. Juni 1705 General Gronsfeld abgesetzt wurde. Sein Nachfolger wurde General Graf Scipioni Bagni († 1721).

### Familie
Er war seit 1677 mit Eleonora Philippine Katharine von Fürstenberg (* 30. April 1654; † vor 1706) verheiratet. Sie war eine Tochter von Ferdinand Friedrich Egon von Fürstenberg (1623–1662). Die Ehe blieb kinderlos. In zweiter Ehe heiratete er Anna von Törring-Ilchenbach (1692–1731). Das Paar hatte eine Tochter (* 4. März 1713; † 25. Oktober 1715) die noch jung starb.
Nach dem Tod des Grafen fiel die Grafschaft an seine Witwe, diese heiratete den Grafen Claudius Nikolaus von Arberg und Valengin († 1731). Die nächste Erbin wurde deren gemeinsame Tochter  Maria Josepha (* 14. März 1722; † 17. Februar 1754). Diese heiratete 1746 den Grafen Max Emanuel von Toerring-Jettenbach († 1773). Die Ehe blieb kinderlos. Die Familie Törring verlor die Grafschaft mit der Mediatisierung von 1803 und erhielt dafür die Reichsabtei Gutenzell.